# Italienisches Knabenkraut
Das Italienische Knabenkraut (Orchis italica) gehört zur Gattung der Knabenkräuter  (Orchis) in der Familie der  Orchideengewächse (Orchideaceae). Der botanische Name setzt sich aus dem griechischen όρχις orchis „Hoden“ und dem lateinischen italicus „in oder aus Italien“ zusammen. Der Name bezieht sich auf die als Holotypus beschriebene Pflanze aus Italien und macht keine Aussage über das Verbreitungsgebiet. Die Art kommt im gesamten Mittelmeergebiet vor.

## Beschreibung

### Habitus und Blätter
Das Italienische Knabenkraut ist eine ausdauernde krautige Pflanze, die  durchschnittliche Wuchshöhen von 20 bis 50 Zentimetern erreicht, aber auch bis 70 Zentimeter hoch werden kann. Dieser Geophyt bildet zwei große, rundliche bis eiförmige Knollen als Überdauerungsorgane aus. Der Stängel hat am Grunde zwei bis vier Schuppenblätter. Die fünf bis zehn  gefleckten oder ungefleckten Laubblätter sind am Rande gewellt, ihre Größe variiert in der Länge zwischen 5 und 13 Zentimeter und 1 bis 3 Zentimeter in der Breite.

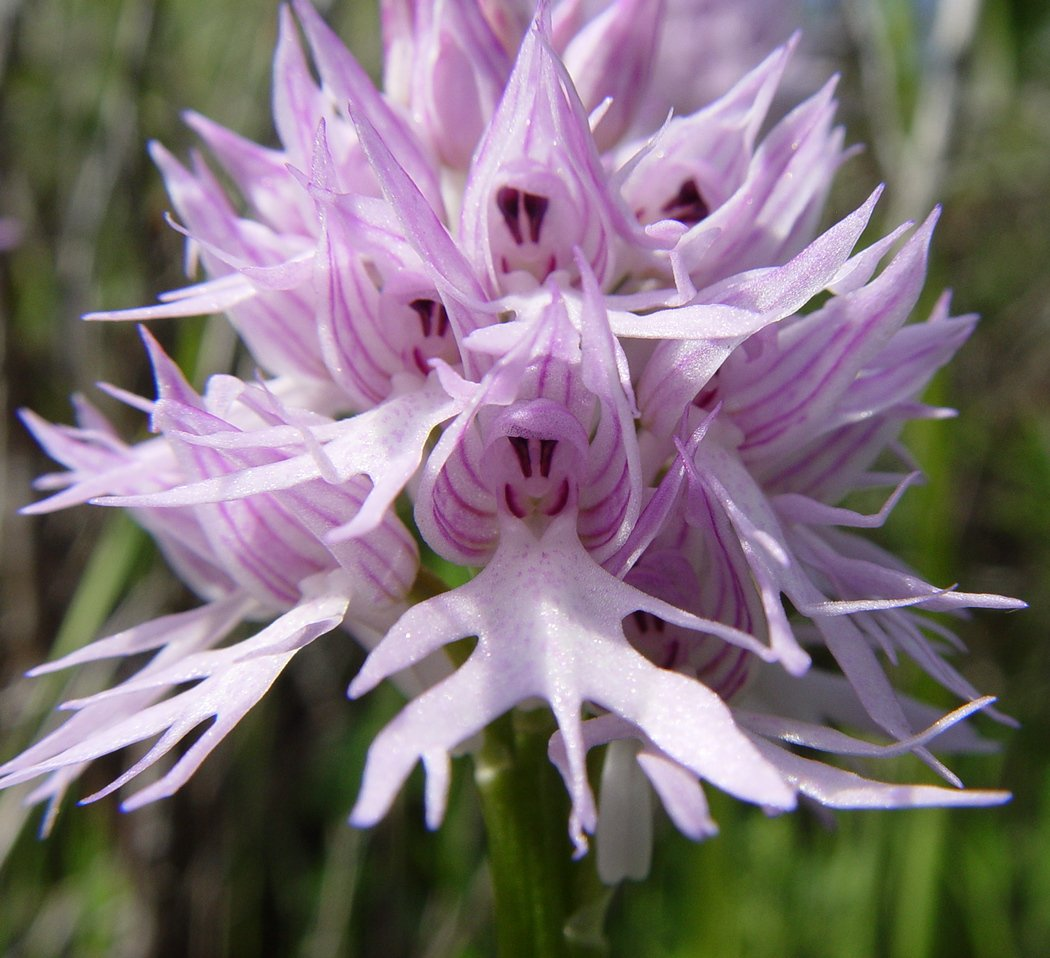
Italienisches Knabenkraut
(Orchis italica),
Ausschnitt des Blütenstandes

### Blütenstand und Blüten
Der dichte, reichblütige Blütenstand ist halbkugelig bis zylindrisch geformt. Die kurzen Tragblätter sind maximal ein Drittel so lang wie der Fruchtknoten. Die Grundfarbe der Blüten ist weißlich bis rosa mit roten Flecken. Die Kelchblätter (Sepalen) sind lanzettlich zugespitzt, 8 bis 15 Millimeter lang und 3 bis 5 Millimeter breit. Die seitlichen Kronblätter (Petalen) sind zungenförmig, 5 bis 10 Millimeter lang und bilden einen zugespitzten Helm mit aderförmiger Zeichnung.  Die Lippe (Labellum) ist tief dreilappig gespalten und 12 bis 19 Millimeter lang. Der Sporn, 4 bis 8 Millimeter lang, ist abwärts gebogen.
Die Blütezeit erstreckt sich über die Monate (Februar) März bis Mai.

## Genetik und Entwicklung
Das Italienische Knabenkraut hat einen Karyotyp von zwei Chromosomensätzen und jeweils 21 Chromosomen (Zytologie: 2n = 42).
Der Same dieser Orchidee enthält keinerlei Nährgewebe für den Keimling. Die Keimung erfolgt daher nur bei Infektion durch einen Wurzelpilz (Mykorrhiza).
Die Dauer von der Keimung bis zur Entwicklung der blühfähigen Pflanze ist nicht bekannt.

## Ökologie
Das Italienische Knabenkraut wächst auf Magerwiesen, in lichten Wäldern und Macchien bis zu einer Höhe von 1300 m. Die Pflanze bevorzugt trockene bis wechselfeuchte und basenreiche Böden mit einem pH-Wert von 7,0 bis 7,6.

## Verbreitung
Das Verbreitungsareal des Italienischen Knabenkrautes erstreckt sich von Nordafrika, Spanien und Portugal über das gesamte Mittelmeergebiet bis zum Libanon.
Nach Buttler (vgl. Literaturangabe) ist es ein Florenelement der mediterranen submediterranen Florenzone.

## Naturschutz und Gefährdung
Wie alle in Europa vorkommenden Orchideenarten steht auch das Italienische Knabenkraut unter strengem Schutz europäischer und nationaler Gesetze.
Das Italienische Knabenkraut ist die im Mittelmeergebiet am häufigsten anzutreffende Orchis-Art.

## Unterarten, Varietäten, Hybriden

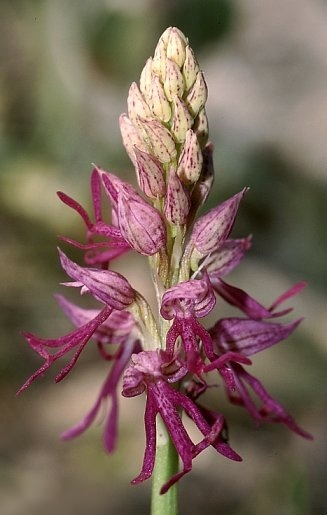
×Orchiaceras bivonae

Unterarten sind vom Italienischen Knabenkraut nicht bekannt.
Als Varietäten werden folgende Sippen geführt:
- Orchis italica var. albiflora Nicora ex Fiori & Paol. 1896  mit reinweißen Blüten
- Orchis italica var. maculata Soó 1932
- Orchis italica var. purpurea Vöth mit purpurfarbenen Blüten.

Folgende Hybriden sind nachgewiesen:
- Orchis × apollinaris Baumann & Halx 1971 (Orchis italica × Orchis simia)
- Orchis × diversifolia Gaudagno 1923 (Orchis italica × Orchis tridentata)
- ×Orchiaceras bivonae Soó 1940 (Orchis italica × Aceras anthropophorum)

## Systematik
Das Italienische Knabenkraut wurde im Jahre 1798 von dem französischen Theologen Jean Louis Marie Poiret (1755–1834) zuerst beschrieben. Dieses Basionym ist auch der heute gültige botanische Name: Orchis italica Poiret 1798.
Weitere Beschreibungen dieser Art werden als Synonyme angesehen:
| - Orchis militaris Poiret 1789 - Orchis longicornis Lam. 1798 | - Orchis tephrosanthos Desf. 1799 - Orchis longicruris Link 1800 | - Orchis undulatifolia Biv. 1807 - Orchis welwitschii Rchb.f. 1851 |

Taxonomisch gehört das Italienische Knabenkraut innerhalb der Knabenkräuter (Orchis) in den Orchis militaris – Formenkreis  und die Orchis militaris – Gruppe, zu der weiterhin das Helm-Knabenkraut (Orchis militaris), das Affen-Knabenkraut (Orchis simia), Punktiertes Knabenkraut (Orchis punctulata), das Galiläa-Knabenkraut (Orchis galilaea), das Purpur-Knabenkraut (Orchis purpurea)  und Stevens Knabenkraut (Orchis stevenii) gehören.
Nach Bateman u. a. (vgl. Spezielle Literatur) zählt das Ohnhorn (Aceras anthropophorum) ebenfalls zu dieser Gruppe. (Anmerkung siehe: Systematik Brandknabenkraut (Orchis ustulata))

## Bildergalerie

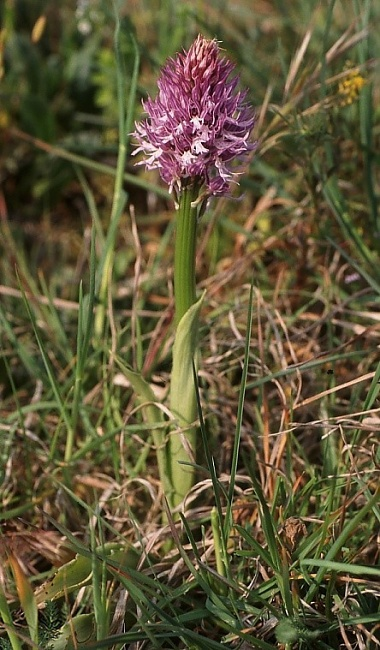
Orchis italica Habitus – Toscana
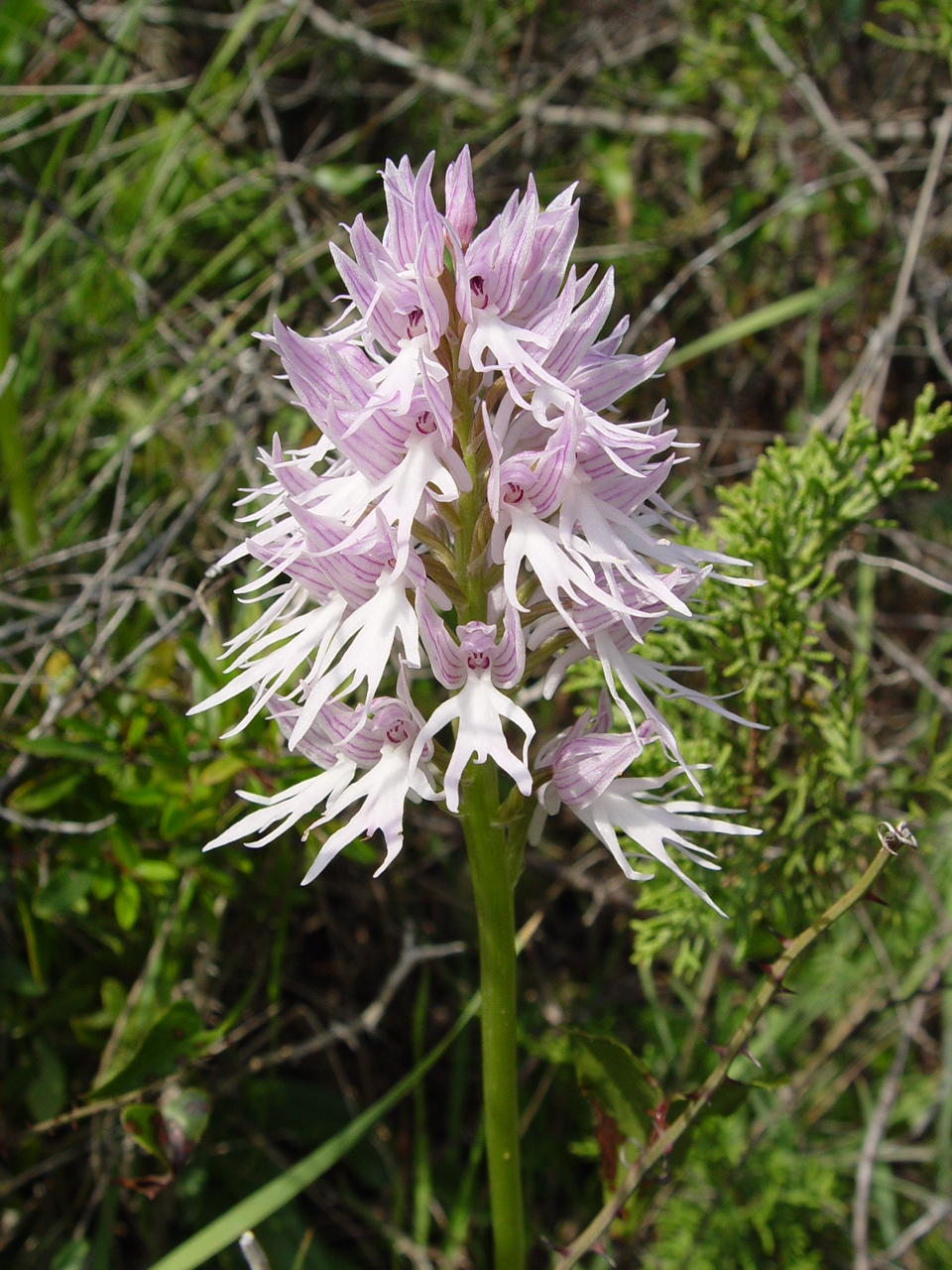
Orchis italica Blütenstand – Portugal
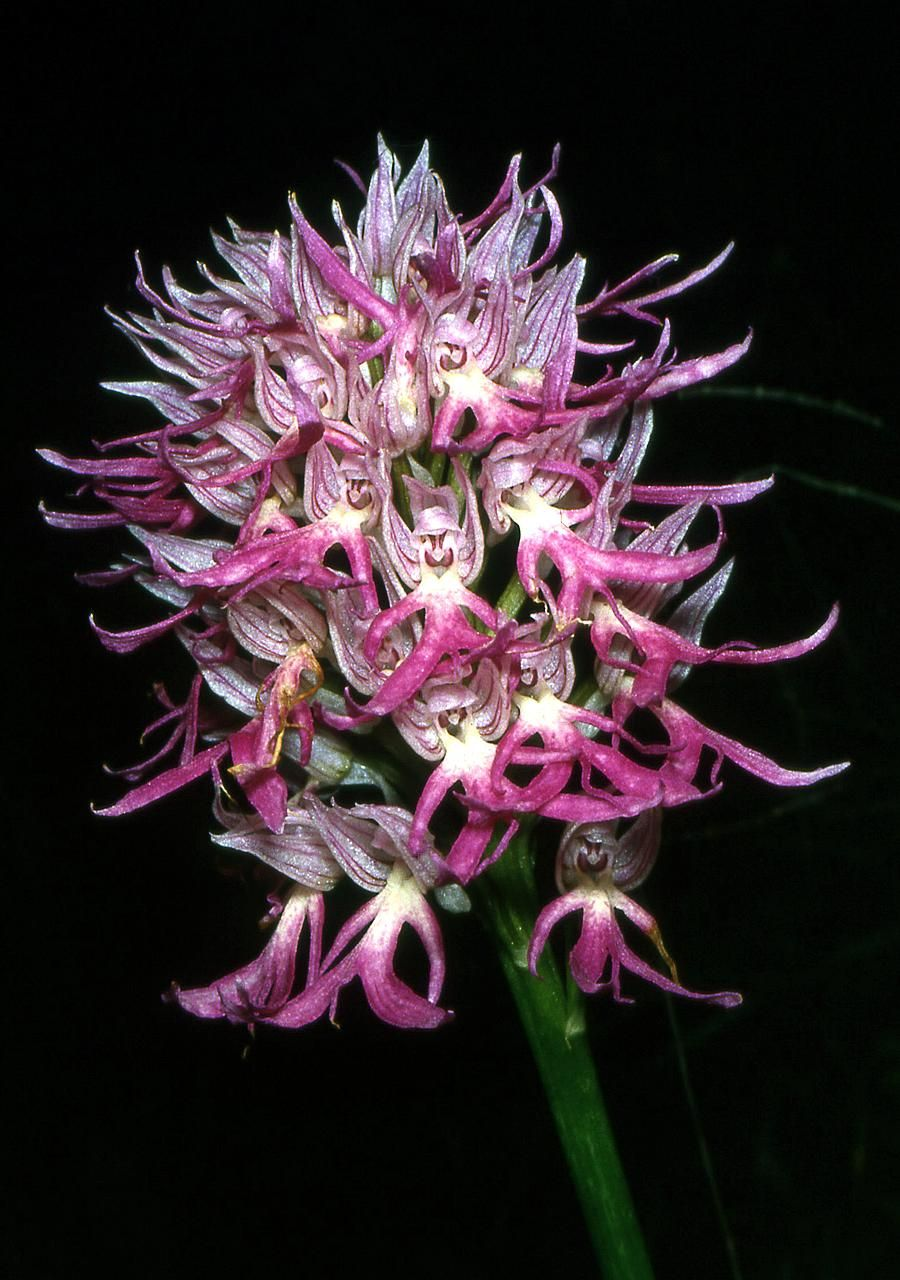
Orchis italica Blütenstand – Zypern
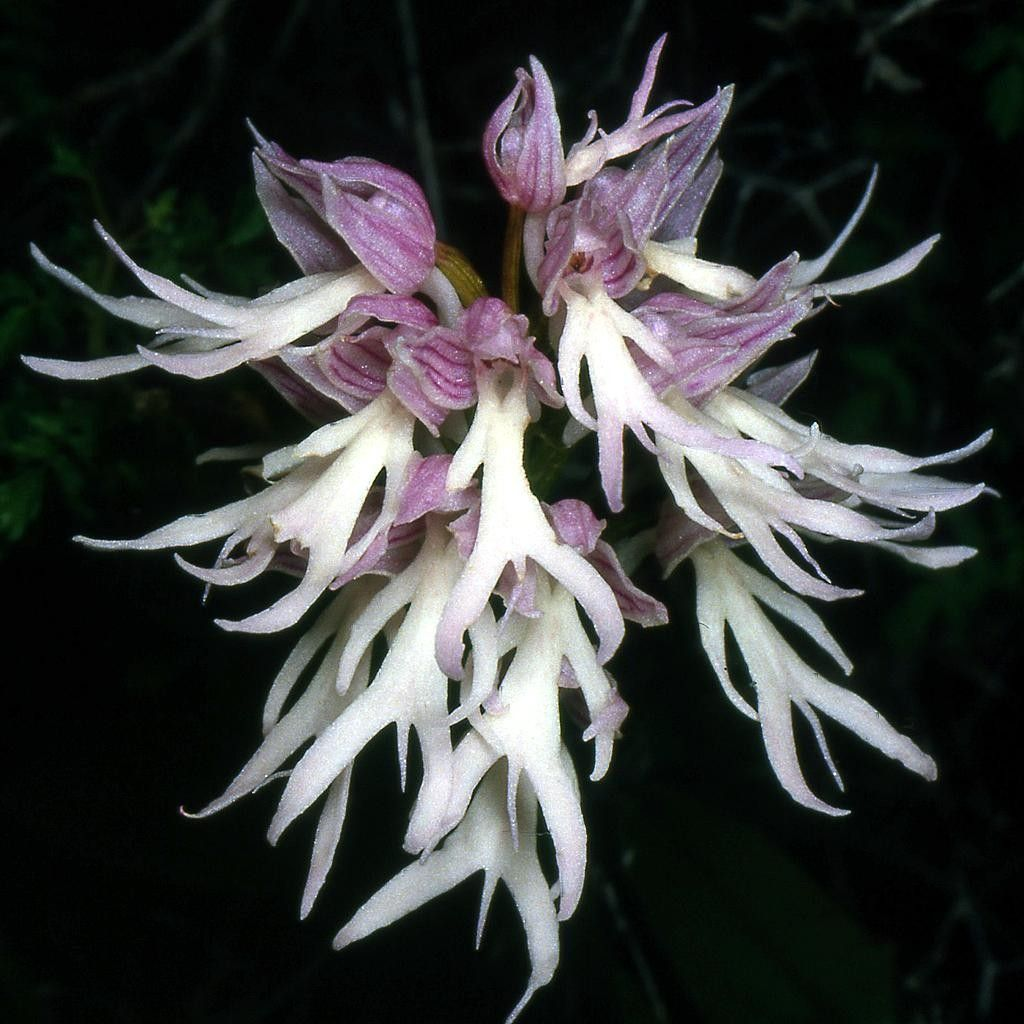
Orchis italica Blütenstand – Zypern
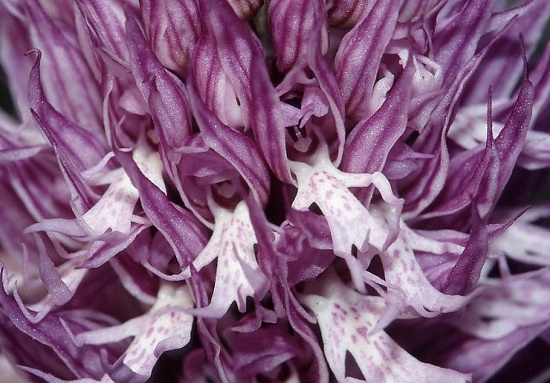
Orchis italica Blüten
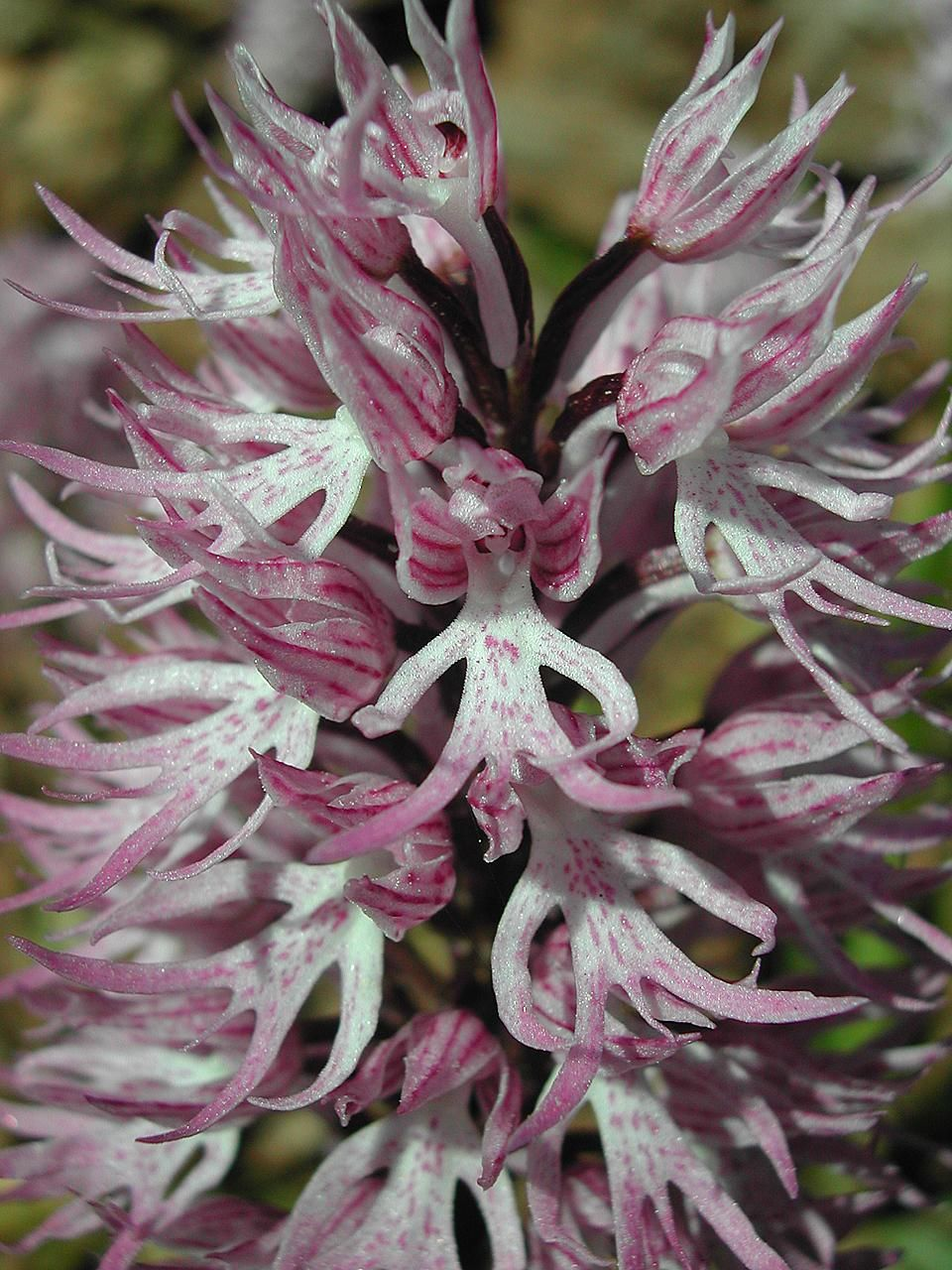
Orchis italica Blüten – Mallorca